# Locoal-Mendon
 Locoal-Mendon  (en bretón ) es una población y comuna francesa, situada en la región de Bretaña, departamento de Morbihan, en el distrito de Lorient y cantón de Belz.

## Demografía
| 1782 | 1750 | 1665 | 1881 | 2080 | 2182 |
| Para los censos de 1962 a 1999 la población legal corresponde a la población sin duplicidades (Fuente: INSEE [Consultar]) |      |      |      |      |      |